# Буше, Франсуа
Франсуа́ Буше́ (фр. François Boucher, 29 сентября 1703, Париж — 30 мая 1770, Париж) — выдающийся французский живописец, рисовальщик, орнаменталист, гравёр и художник-декоратор. Один из ключевых французских художников XVIII века, яркий представитель стиля рококо.
Необычайно плодовитый мастер, он создал огромное количество рисунков, этюдов и картин, книжных иллюстраций, гравюр, эскизов произведений декоративного и прикладного искусства: создавал декорации для опер и спектаклей, картоны для королевской Мануфактуры Гобеленов; выполнял росписи изделий севрского фарфора, расписывал веера, выполнял миниатюры.

## Биография
Франсуа Буше родился в Париже 29 сентября 1703 года. Единственный сын Элизабет Лемель и Николя Буше, мастера живописи и рисунка Академии Святого Луки в Париже, он получил первые уроки рисования у отца.
Отец, обнаружив у своего сына талант, около 1720 года определил его в ученики к Франсуа Лемуану. У Лемуана Буше провёл всего несколько месяцев и вспоминал о нём впоследствии без большой благодарности. В семнадцать лет Буше поступил в мастерскую гравёра и издателя Жана-Франсуа Кара (1661—1730), что позволило ему самостоятельно зарабатывать на жизнь, гравируя иллюстрации к книжным изданиям. Его первые успехи убедили коллекционера Жана де Жюльена заказать ему гравюры по мотивам рисунков и картин Антуана Ватто. Участие в создании офортов для «Сборника Жюльена», в котором воспроизводились в гравюрах все произведения Ватто, позволили Буше найти в творчестве Ватто собственный источник вдохновения.
Первые два тома «Сборника Жюльена», вышедшие в 1726—1728 годах, содержали около трёхсот пятидесяти офортов по рисункам Ватто. Основная часть этой работы пришлась на долю Франсуа Буше (около ста листов), включая воспроизведение автопортрета Ватто, ставшее фронтисписом всего издания.
Ватто также учился живописи у Себастьяно Риччи и Джованни Антонио Пеллегрини, работавших в 1720-х годах в Париже.
В 1722 году Буше было поручено иллюстрировать новое издание «Французской истории» Габриэля Даниеля, а в 1723 году он получил академическую премию за картину «Евил-меродах, сын и наследник Навуходоносора, освобождающий из оков царя Иоахима».
В 1723 году Франсуа Буше победил в конкурсе на Римскую премию Королевской академии живописи и скульптуры в Париже. Эта победа давала ему право на обучение в Риме, но во Французской академии в Риме не нашлось для победителя вакантного места. Из-за придворных интриг отправиться в путешествие по Италии молодому художнику удалось лишь два года спустя, в 1727 году, благодаря щедрости третьего лица. В Риме на него произвели особенно сильное впечатление декоративные работы Пьетро да Кортона и Джованни Ланфранко. Несомненно, художник был знаком и с венецианской традицией монументально-декоративной росписи, хотя неизвестно, ездил ли он в Венецию; позже Буше стал коллекционировать рисунки Тьеполо. Пейзажи «Вид Тиволи» (Музей искусств и архитектуры, Булонь-сюр-мер) и «Вид садов Фарнезе» (Метрополитен-музей, Нью-Йорк) созданы на основании итальянских впечатлений.
Этот период был временем расцвета таланта Буше. Он писал картины на мифологические и библейские сюжеты, пасторали, сцены в интерьере, пейзажи, создал декорации к балету «Персей» (1746) и опере-балету «Галантная Индия» (1735), расписывал плафоны и десюдепорты, создавал эскизы театральных и карнавальных костюмов, картоны для королевской Мануфактуры Гобеленов; выполнял росписи изделий севрского фарфора. С конца 1730-х годов Буше также работал для шпалерной мануфактуры Бове.
Вернувшись из Италии в 1731 году, Буше почти сразу же стал кандидатом в Королевскую академию живописи и скульптуры по классу исторической живописи, а 30 января 1734 года его утвердили как полноправного члена академии за картину «Ринальдо и Армида» (1734). В 1735 году Буше начал преподавать в Академии, сначала в качестве ассистента вместе с Шарлем Ван Лоо и Шарлем-Жозефом Натуаром, а затем, в 1737 году стал профессором Королевской Академии живописи и скульптуры.
21 апреля 1733 года Франсуа Буше женился на семнадцатилетней актрисе Мари-Жанне Бюзо (1716—1796), с которой написаны многие юные «нимфы». По мнению современников, Мари-Жанна была необыкновенно хороша собой, она также позировала другим художникам: Ла Тур выставил её портрет в Салоне 1737 года, Лундберг сделал рисунок пастелью, продемонстрированный в Салоне 1743 года, шведский художник Александр Рослин выставил портрет красавицы в Салоне 1761 года, а Габриэль де Сент-Обен сделал набросок на полях своего издания «Книги набросков Габриэля де Сент-Обена» (Livre de croquis de Gabriel de Saint-Aubin). От этого брака родилось трое детей, из которых две дочери вышли замуж за художников Бодуэна и Десэ. Мари-Жанна Буше работала вместе с мужем, гравировала его рисунки и воспроизвела в миниатюрах несколько его картин.
В 1730—1740-х годах Франсуа Буше получал большие официальные заказы на росписи апартаментов в Версале — в комнате Королевы («Королевские добродетели», 1735), в Малых апартаментах («Охота на тигра», «Охота на крокодила», обе — 1736, Амьен, Музей изящных искусств), в апартаментах дофина («Венера и Вулкан», 1747, Париж, Лувр), а также в Королевской библиотеке Парижа («История», 1743—1746, Париж, Национальная библиотека). Он проявил в них изощрённую фантазию, изображая мифологические и аллегорические сцены с пикантной занимательностью и грацией, так ценимыми в эпоху рококо.
В 1742—1748 годах Франсуа Буше занимал должность декоратора Королевской академии музыки и танца. В 1755—1770 годах, после кончины Жана-Батиста Удри в 1755 году стал инспектором Королевской мануфактуры Гобеленов, где выполнил картоны для знаменитой серии шпалер «Любовь богов».
Работая с чрезвычайной лёгкостью, Буше похвалялся тем, что зарабатывал до 50 000 франков в год. Он участвовал в украшении дворцов Версаля и Фонтенбло, Кабинета медалей Национальной библиотеки (1741—1746).
С 1760 года Буше стал терять былую популярность; стиль рококо сменял неоклассицизм. Однако в 1761 году он стал ректором Королевской академии, в 1765 году — директором. В 1765 году Франсуа Буше сменил Шарля Ван Лоо в должности первого художника короля Людовика XV. За несколько месяцев до смерти Буше избрали почётным членом Императорской академии художеств в Санкт-Петербурге.
30 мая 1770 года Буше скончался.
Зять и подражатель Франсуа Буше — живописец Пьер-Антуан Бодуэн.

## Творчество
Творчество Буше исключительно многогранно, он обращался к аллегорическим и мифологическим сюжетам, изображал деревенские ярмарки и фешенебельную парижскую жизнь, писал бытовые сцены, пасторали, пейзажи, портреты, иллюстрировал сочинения классической литературы, расписывал портшезы и веера. Буше был удостоен множества почестей, включая звание придворного художника. Он занимался украшением резиденций короля и мадам де Помпадур, частных особняков Парижа. Фаворитка Людовика XV маркиза де Помпадур, которую он запечатлел на нескольких портретах, была его поклонницей. В последние годы жизни был директором Королевской академии живописи и скульптуры и «первым живописцем короля». Лучшие произведения Буше отличаются необыкновенным очарованием и совершенным исполнением.

 «Буше с идеальной полнотой воплощал тип художника, который был нужен французской аристократии. Искусство, по его мнению, должно было перестать считать себя самостоятельной ценностью и сделаться всего только украшением быта. Ватто был в её глазах слишком интеллектуальным, его лиричность была ненужной и утомительной помехой. Школа Ватто также не удовлетворяла её до конца — она была слишком камерной и слишком станковой, её мастера всё ещё видели в живописи прежде всего картину, самостоятельное произведение, а не декоративное панно. Буше был первым большим художником, который капитулировал перед этим требованием заказчиков. Дело не в том, что он часто и охотно выполнял работы прикладного характера — картоны для шпалер, рисунки вееров, фонтанов, десюдепорты, вставные панели, — даже его станковые картины сплошь и рядом приобретают вид чисто декоративных панно»
- Обнажённая женщина, играющая на флейте. Бумага, белила, пастель, итальянский карандаш. Частное собрание
- Обнажённая женщина на канапе.
- Женщина, лежащая на диване. Деталь портрета мадам Франсуа Буше (Мари-Жанна Бюзо) в стиле шинуазри. 1743. Холст, масло. Коллекция Фрика, Нью-Йорк
- Психея ведёт Зефира во дворец Любви и Психея показывает свое богатство сёстрам. Шпалера по картону Ф. Буше. Мануфактура Бове
- Искусства и науки. Рыболовство и охота. Декоративное панно. Ок. 1760. Коллекция Фрика, Нью-Йорк
- Китайская свадьба. Ок. 1742. Безансон
- Шинуазри. Ок. 1750. Холст, масло. Музей Бойманса-ван Бёнингена, Роттердам
- Игра в китайские шахматы. Офорт. Метрополитен-музей, Нью-Йорк
- Урания, или Астрономия. 1745

Написанные им в этот период пейзажи окрестностей Бове и Парижа выглядят словно декоративные шпалеры или эскизы театральных декораций. Непосредственные наблюдения сочетаются в них с декоративно-обобщённым решением композиции («Ферма», Музей изобразительных искусств им. А. С. Пушкина, Москва; «Утро в деревне», 1740-е годы, Старая пинакотека, Мюнхен; «Пейзаж с отшельником», Музей изобразительных искусств им. А. С. Пушкина, Москва; «Пейзаж в окрестностях Бове», Эрмитаж, Санкт-Петербург).
Картины-пасторали Буше выстраивал по принципу театральной декорации: с площадкой для актёров, кулисами и уподобленным играющим на сцене молодым миловидным поселянам, занятым отдыхом или выяснением любовных отношений («Вознагражденная покорность», Музей искусств, Ним; «Прекрасная кухарка», 1738, Музей Коньяк-Же; «Отдых крестьян», частное собрание, Флорида).
Декоративный талант и фантазия художника проявились и в мифологических сюжетах. Такие картины написаны в свободной живописной манере и яркой серебрящейся красочной гамме, в чём проявилось увлечение художника живописью Дж. Б. Тьеполо («Аврора и Кефал», Музей изобразительного искусства, Нанси; «Геркулес и Омфала», 1730-е, Музей изобразительных искусств им. А. С. Пушкина, Москва; «Венера просит Вулкана выковать оружие для Энея», Лувр).
Буше любил определённую цветовую гамму жемчужно-перламутровых, розовых и голубых тонов, обыгрывая их вариации. Он то прибегал то к обильным лессировкам, придавая живописи вид миниатюры или фарфоровой поверхности, то писал свободными жидкими мазками, подражая манере Дж. Б. Тьеполо. Он был интерпретатором многих манер, ощущая творческую свободу как подлинный мастер XVIII столетия.
Излюбленной темой Буше были сцены из истории Юпитера («Юпитер и Каллисто», 1744, Музей изобразительных искусств им. А. С. Пушкина, Москва; «Леда и лебедь», Национальная галерея, Стокгольм) с изображением чувственных розовых тел нимф, наяд, амуров. Со столь же великолепным мастерством выписаны тела богинь и аксессуары в картинах «Купание Дианы» (1742, Лувр) и «Туалет Венеры» (Метрополитен-музей). Яркие краски приведены в них к единой сияющей золотистой гамме, напоминающей палитру венецианских мастеров.
Образы мира безмятежного, полного чувственными наслаждениями жизни переданы в композициях «Купание Дианы» (1742, Париж, Лувр), «Венера, утешающая Амура» (1751, Вашингтон, Национальная галерея искусства). В том же духе художник писал и библейские сцены («Жертвоприношение Гидеона», Лувр; «Иосиф, представляемый отцом и братьями фараону», Художественный музей, Колумбия); отсутствие внутреннего драматизма восполняется в них эмоциональной живописной манерой и ярким колоритом.
В бытовых сценах Буше с большим мастерством не только передавал детали изображаемых будуаров, костюмы персонажей — дам, занятых туалетом и беседой со служанками, расположившихся за столом матерей или гувернанток с детьми, — он умел придавать сцене занимательность, объединить всё общим настроением («Утро», 1745, Национальная галерея, Стокгольм; «Завтрак», Лувр).
Буше не был портретистом, но часто писал свою покровительницу, фаворитку Людовика XV мадам де Помпадур. В её первом портрете (1756, частное собрание) и недатированном портрете из собрания Лувра она изображена в зелёном шёлковом платье с книгой и у фортепьяно на фоне изысканно, по моде обставленного будуара в своем замке в Бельвю. В портретах мадам де Помпадур передано сходство, но в целом художник следует, как и в других своих «женских головках» (в живописи и в пастели), воспроизведению модного идеала красоты с кукольным личиком, миндалевидными глазами, маленьким носиком и ртом-сердечком — это «портреты состояния», распространенные в XVIII столетии («Женская головка», или «Пробуждение», Музей изобразительных искусств им. А. С. Пушкина, Москва).
В «портретах-состояниях» (этот жанр был распространен в XVIII столетии) или в «одалисках» Буше также часто прибегал к изображению модного типа грациозной красоты. Таковы его женские образы в картинах «Темноволосая одалиска» (1745, Париж, Лувр) и «Светловолосая одалиска» (Мюнхен, Старая пинакотека). Они не лишены пикантной эротики и выполнены с большим живописным мастерством. Не менее тонки по найденным цветовым сочетаниям изображения женских головок в технике живописи маслом и в пастели («Женская головка, или Пробуждение», 1730-е, Москва, Государственный музей изобразительных искусств им. А. С. Пушкина).
Одним из влиятельных стилевых течений периода французского рококо была «китайщина», или стиль шинуазри (фр. chinoiserie — кита́йщина). Франсуа Буше также увлекли сцены из жизни народов Востока, в особенности Китая. Известно, что художник собирал предметы восточного искусства. Они были выставлены на распродажу его коллекции в 1771 году.
Прекрасный рисовальщик, Буше работал в технике не только пастели, любил сочетать чёрный и белый мел с сангиной, то есть выполнял рисунок «в три карандаша» по тонированной коричневым тоном бумаге, что создавало изысканные цветовые эффекты. Для шпалерной мануфактуры он создал более сорока картонов для шести серий шпалер («Сельские празднества», «История Психеи», «Китайская серия», «Любовь богов» и других). Рисунки Буше использовали для украшения фарфора и изготовления фигурок из бисквита с изображением детей и пасторальных сцен («Едоки винограда», «Маленький садовник», «Продавец бубликов», все в Эрмитаже).

 «Буше не пренебрегал ни одним видом искусства, он расписывал веера, изготавливал рисунки для гемм, и орнаментальные вставки для карет и портшезов. Он умел угодить всем. Искусство Буше оказало заметное влияние на деятельность Севрской фарфоровой мануфактуры, которой покровительствовала сама маркиза де Помпадур. Многие скульпторы-модельеры, например Э.-М. Фальконе, выполняли фарфоровые фигурки по рисункам Буше. Все прихоти мадам Помпадур, вплоть до эскизов её маскарадных нарядов, причёсок и разного рода багателей выполнял Буше. Он стал любимым художником маркизы и даже давал ей уроки рисования. Франсуа Буше часто называют продолжателем Ватто, что верно лишь отчасти. Внешнее сходство тематики творчества обоих художников — изображения пастухов и пастушек, театральных персонажей и развлекающегося общества, было характерным для всего французского искусства XVIII столетия. Буше имеет свой стиль, менее глубокий, чем у Ватто. Живопись Буше не так тонка поцвету и настроению, как у Ватто, иногда просто слащава… Он возглавлял большую мастерскую, где обучались молодые художники. С годами выработанный Буше стиль превратился в штамп, следовать которому его обязывали многочисленные заказчики. Искусство Буше создало целую эпоху и стало почти что синонимом слова рококо»

## Галерея
- Этюд головы молодой девушки. Бумага, пастель, мел, сангина. Частное собрание
- Портрет мадам де Помпадур. 1759. Холст, масло. Собрание Уоллеса, Лондон
- Восход Солнца. 1753. Холст, масло. Собрание Уоллеса, Лондон
- Заход Солнца. 1752. Холст, масло. Собрание Уоллеса, Лондон
- Геркулес и Омфала. 1735. Холст, масло.  Государственный музей изобразительных искусств имени А. С. Пушкина, Москва
- Суд Париса. 1754. Холст, масло. Собрание Уоллеса, Лондон
- Венера, просящая у Вулкана оружие для Энея. 1732. Холст, масло. Лувр, Париж
- Женщина, лежащая на диване. Портрет мадам Франсуа Буше (Мари-Жанна Бюзо) в стиле шинуазри. 1743. Холст, масло. Коллекция Фрика, Нью-Йорк
- Лежащая девушка (Луиза О’Мёрфи). 1751. Холст, масло. Музей Вальрафа-Рихарца, Кёльн
- Тёмноволосая одалиска. 1743. Холст, масло. Лувр, Париж
- Рождение Венеры. 1754. Холст, масло. Собрание Уоллеса, Лондон
- Летняя пастораль. 1749. Холст, масло. Собрание Уоллеса, Лондон
- Осенняя пастораль. 1749. Холст, масло. Собрание Уоллеса, Лондон
- Юпитер в облике Дианы и нимфа Каллисто. 1744. Холст, масло. Музей изобразительных искусств имени А. С. Пушкина, Москва
- Диана, отдыхающая после купания. 1742. Холст, масло. Лувр, Париж

## Ученики и последователи
В числе учеников Франсуа Буше были П.-А. Бодуэн, Ж. Гюэ, Н.-Ж. Жюльяр, Г. М. Краус, Ф. де Лассаль, Жан-Батист Лепренс, Ф. Г. Менажо, Жак-Филип-Жозеф де Сен-Кантен, Г. де Сент-Обен, Жан-Оноре Фрагонар, Шарль-Мишель-Анж Шалль и многие другие, менее известные художники. Под влиянием Буше работали живописцы братья Дезе, скульптор Эдм Бушардон, многие проектировщики мебели, живописцы и скульпторы по фарфору, художники-ювелиры. Сын Франсуа Буше — Жюст-Франсуа Буше (1736—1781) работал в стиле неоклассицизма, выполнял рисунки мебели, канделябров, зеркальных рам, каминных экранов.
Дружеские отношения связывали Буше со шведским художником Густафом Лундбергом, находившимся под обаянием его творчества. Лундбергу принадлежит и наиболее известный портрет Буше. Часть гравюр по картинам Буше выполнял Клод-Огюстен Дюфлос.

## Критика
В последующую эпоху Просвещения и век академического классицизма искусство Ф. Буше подвергалось суровой критике. Первым в ряду критиков был Дени Дидро. В своих «Салонах» (обзорах парижских художественных выставок 1759—1781 годов), отмечая отдельные живописные достоинства картин Буше, он писал:
«Его изящество, его жеманство, его романтическая галантность, его кокетство, его вкус, его легковесность, его разнообразие, его яркость, его искусственный румянец, его распущенность не могут не пленить щёголей, щеголих, юношей, светских людей — словом, целые толпы тех, кому чужды подлинный вкус, правда, серьёзные мысли, строгое искусство […] Какие краски! Какое разнообразие! Какое богатство вымыслов и сюжетов! У этого человека есть всё, кроме правды… Невольно спрашиваешь себя: где же можно узреть пастушков, одетых столь роскошно и элегантно? Кому это удалось свести их всех в одном месте среди равнины, под арками моста, вдали от городов и весей… Что здесь поделывает эта очаровательная дама, столь чистенькая, столь изысканно одетая, столь соблазнительная? […] Какое нелепое и крикливое нагромождение всякой всячины! Чувствуешь всю его бессмысленность и всё же не можешь оторвать глаз от картины».
Но далее Дидро судил ещё жёстче: «Не знаю, что и сказать об этом человеке. Упадок нравов повлёк за собой потерю вкуса, чувства цвета, композиции, понимания характеров, выразительности, красоты рисунка. Что может этот живописец изобразить на полотне? То, что существует в его воображении. А чем оно может быть занято у человека, который проводит время с проститутками самого низкого пошиба? Грация его пастушек — это грация актрисы Фавар в „Розе и Кола“[…] Осмелюсь утверждать, что этот человек понятия не имеет о грации».
Так же резко отзывался о творчестве Франсуа Буше А. Н. Бенуа:

 Сам Буше в начале своей деятельности был прелестным реалистом. Иные его этюды с натуры не уступают голландцам XVII века по своей непосредственности и внимательному отношению к делу. Но затем он всё более и более забывает заветы своих предшественников и всё более и более погружается в ядовитую атмосферу лжи и притворства, которая к тому времени окутала слабого Людовика XV и высшее французское общество. Характерные картины Буше полны виртуозной ловкости, но в них нет ничего правдивого, ничего искреннего. Это сизые театральные декорации, среди которых разыгрываются двусмысленные сцены. В характере Буше работал целый ряд художников не только во Франции, но и по всему миру, ибо повсеместно распространилась зараза циничной лжи и роскоши 

## Собрания
Наиболее примечательная коллекция лучших картин Франсуа Буше зрелого периода находится в Собрании Уоллеса в Лондоне. В России Буше был не столь популярен, как в странах Западной Европы, однако значительная коллекция его картин имелась в собрании князей Юсуповых. В санкт-петербургском Эрмитаже хранится двенадцать картин художника.

## Список произведений
- Художник в своей мастерской (автопортрет), 1720, Лувр, Париж.
- Диана после охоты, холст, масло, 37 x 52 см, Музей Коньяк-Же, Париж.
- Геркулес и Омфала, 1731—40 гг., холст, масло, 90 х 74 см, Музей изобразительных искусств им. А. С. Пушкина, Москва.
- Венера, просящая у Вулкана оружие для Энея, 1732 г., холст, масло, 252 x 175 см, Лувр, Париж.
- Портрет Мари Бьюзо, жены художника, 1733.
- Аврора и Кефал, 1733, Музей изобразительного искусства Нанси.
- Похищение Европы, 1732-34 гг., холст, масло, 231 x 274 см, Собрание Уоллеса, Лондон.
- Ринальдо и Армида, 1734 г., холст, масло. 135,5 x 170,5 см, Лувр, Париж.
- Триумф Пана, 1736 г., Национальная галерея, Лондон.
- Завтрак, 1739, Лувр, Париж.
- Рождение Венеры, 1740 г., холст, масло, 130 x 162 см, Национальный музей, Стокгольм.
- Триумф Венеры, 1740 г., холст, масло, Национальный музей, Стокгольм.
- Леда и Лебедь, 1741 г., холст, масло, частная коллекция.
- Диана, отдыхающая после купания, 1742 г., холст, масло, 56 x 73 см, Лувр, Париж.
- Диана после охоты, 1742 г., Музей Коньяк-Жэ, Париж.
- Обучение Купидона, 1742 г., Музей Шарлоттенбурга, Берлин.
- Туалет, 1742, холст, масло, частная коллекция.
- Пейзаж с отшельником, 1742, Музей изобразительных искусств им. А. С. Пушкина, Москва.
- Юпитер и Каллисто, 1744 г., холст, масло, 98 х 72 см, Музей изобразительных искусств им. А. С. Пушкина, Москва.
- Темноволосая одалиска, 1745, Лувр, Париж.
- Портрет мадам Бержере, 1746.
- Летняя пастораль, 1749.
- Аполлон предстает перед пастушкой в облике бога, 1750 г., Музей изящных искусств, Тур.
- Венера, обезоруживающая Купидона, 1751 г.
- Туалет Венеры, 1751 г., холст, масло, 108,3 x 85,1 см, Метрополитен-музей, Нью-Йорк.
- Венера, утешающая Амура, 1751 г., холст, масло, Национальная галерея искусств, Вашингтон.
- Мельница, 1751, холст, масло, 66 x 84 см, Лувр, Париж.
- Портрет мадемуазель О’Мерфи (Светловолосая одалиска), 1752, Старая пинакотека, Мюнхен.
- Закат Солнца, 1752 г., Собрание Уоллеса, Лондон.
- Восход Солнца, 1753 г., Лондон.
- Визит Венеры к Вулкану, 1754 г., холст, масло, Собрание Уоллеса, Лондон.
- Портрет маркизы де Помпадур, 1756 г., Старая пинакотека, Мюнхен.
- Вулкан, вручающий Венере оружие для Энея, 1757 г., холст, масло, 320 x 320 см, Лувр, Париж.
- Юпитер в облике Дианы, соблазняющий Каллисто, 1759 г., Музей искусств Нельсона-Аткинсона, Канзас-сити.
- Портрет маркизы де Помпадур, 1759, холст, масло, 91 x 68 см, Собрание Уоллеса, Лондон.
- Пан и Сиринга, ок. 1762 г., Музей Прадо, Мадрид.
- Пигмалион и Галатея, 1767 г., Государственный Эрмитаж, Санкт-Петербург.